# Uszpenszkij-székesegyház (Moszkva)
Az Uszpenszkij-székesegyház vagy Istenanya elszenderedése-székesegyház (oroszul Успенский собор; собор Успения Пресвятой Богородицы) egy orosz ortodox templom a moszkvai Kremlben, a Katedrálisok terén (Соборная площадь). A pravoszláv egyház legfőbb temploma, az orosz cárok koronázási temploma és a moszkvai metropoliták, majd pátriárkák temetkezési helye.

## Története
A régészeti leletek tanúsága szerint a 12. századtól templom állt a helyén. Az első kőtemplom építésére Iván Kalita adott utasítást 1326. augusztus 4-én, nem sokkal azután hogy a kijevi metropolita Moszkvába helyezte át a székhelyét. Az Uszpenszkij-székesegyház volt a város első kőtemploma. Ez az épület a Jurjev-Polszkij-i Szent György-templom mintájára épült, egy kupolával, három bejárattal és apszissal.
1395-ben Vlagyimirből ideszállították a híres vlagyimiri Istenanya-ikont, és a templomban őrizték egészen 1918-ig.
III. Iván idejére a templom állaga leromlott. Az új székesegyház építését 1471-ben határozták el és a következő évben kezdtek hozzá. Befejezni azonban nem sikerült, mert 1474-ben egy földrengés lerombolta a félkész épületet. A nagyfejedelem ezután a híres olasz építészt, Aristotele Fioraventit hívta meg (ő korábban Mátyás király számára is dolgozott Budán), aki a vlagyimiri Uszpenszkij-székesegyház mintájára készítette el a terveket. Az új templom 1479. augusztus 12-én lett felszentelve. Freskókkal és ikonokkal 1482 és 1515 között díszítették fel. 1642—1644-ben újrafestették a freskókat, de az eredeti képek egy része megmaradt.
A székesegyház többször megrongálódott a tűzvészekben, az 1547-es tűz után Rettegett Iván utasítást adott, hogy aranyozott rézlemezekkel fedjék be az épületet; egyúttal Péter metropolita ereklyéit ezüsttartóból aranyba helyezték át. 1624-ben a boltozatot meggyengülése miatt átépítették és vasszerkezettel, valamint újabb boltívekkel erősítették meg.
Már Rettegett Iván, az első cár idejétől kezdve koronázási templomként működött. A főváros Szentpétervárra helyezése után egy darabig megszűnt ez a funkciója, de II. Péter cár idejétől kezdve újra itt koronázták meg a cárokat.
Mikor Napóleon 1812-ben elfoglalta Moszkvát, az Uszpenszkij-székesegyházat kifosztották, a szentek ereklyetartóiból csak egy maradt meg, bár a legszentebb ereklyéket Vologdába menekítették. A 19. század végén és a 20. század elején a templomot restaurálták.
A székesegyházat a bolsevikok 1918 márciusában bezárták és csak 1955-ben nyílt meg újra múzeumként. Állítólag 1941 telén, amikor a németek már Moszkva külvárosainál jártak, Sztálin titokban engedélyezett egy istentiszteletet, hogy imádkozzanak az ország megmeneküléséért.
1990-től kezdve az Uszpenszkij-székesegyházban újra tart istentiszteleteket a moszkvai pátriárka.

## Formája
A templom a vlagyimiri Uszpenszkij-székesegyház mintájára épült, egy nagy központi és négy kisebb kupolája Jézust és a négy evangelistát szimbolizálja. Hatpilléres, ötapszisos szerkezetű, részben fehér mészkőből, részben téglából épült.
Odabent a hatalmas ikonosztáz 1547-ből származik, de a két felső sort 1626-ban és 1653/1654-ben helyezték el. A déli bejárat közelében található Rettegett Iván trónusa.

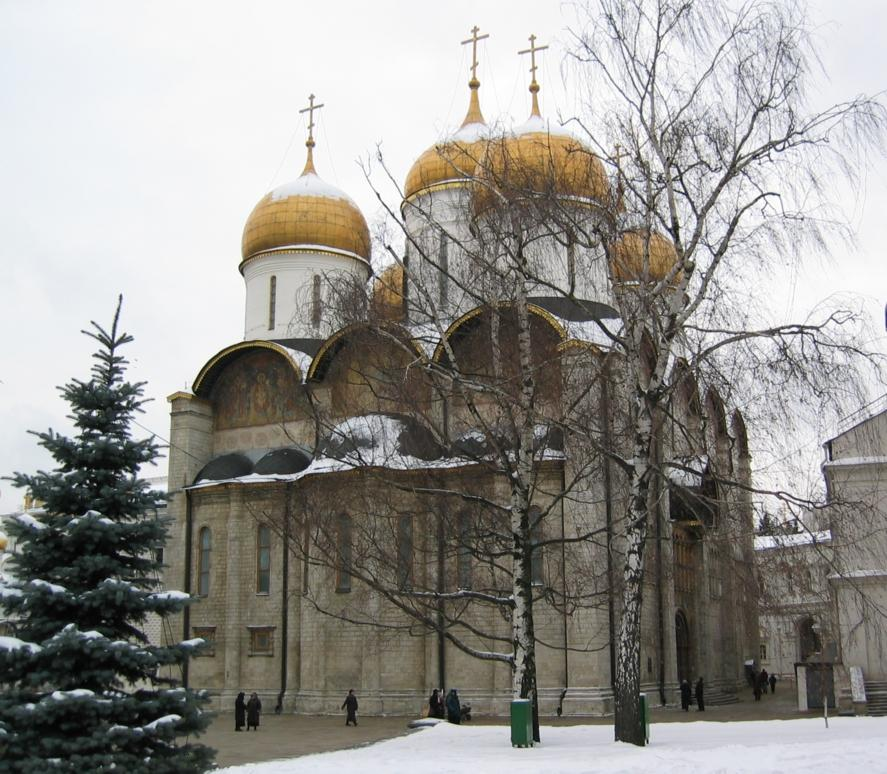
A templom télen
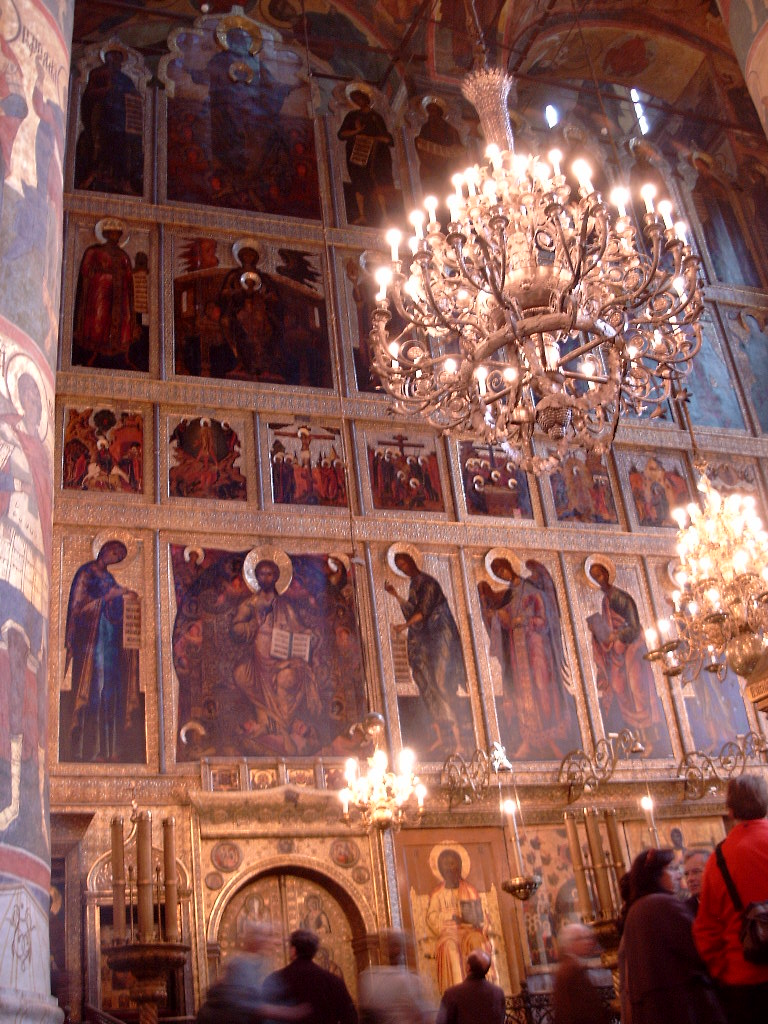
Az ikonosztáz
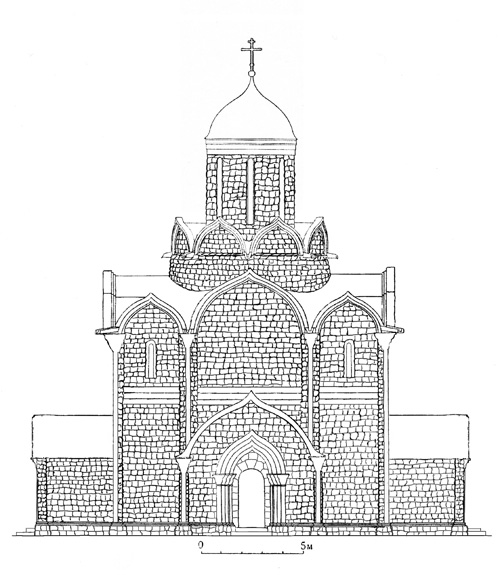
Az Iván Kalita-féle épület rekonstrukciója

## Külső hivatkozások
- A Kreml honlapján (angol nyelven)
- Az Orosz Pravoszláv Egyház honlapján (orosz nyelven)

## Fordítás
- Ez a szócikk részben vagy egészben  a(z)   Успенский собор (Москва) című orosz Wikipédia-szócikk ezen változatának fordításán alapul.  Az eredeti cikk szerkesztőit annak laptörténete sorolja fel. Ez a jelzés csupán a megfogalmazás eredetét és a szerzői jogokat jelzi, nem szolgál a cikkben szereplő információk forrásmegjelöléseként.